# Хункал (Порторико)
Хункал (шп. Juncal) град је у америчкој острвској територији Порторико, острвској држави Кариба.

## Демографија
По попису из 2010. године број становника је 994, што је 161 (-13,9%) становника мање него 2000. године.
| Група             | 2000.         | 2010.       |
| Белци             | 1 (0,1%)      | 2 (0,2%)    |
| Афроамериканци    | 17 (1,5%)     | 25 (2,5%)   |
| Азијати           | 0 (0,0%)      | 0 (0,0%)    |
| Хиспаноамериканци | 1.153 (99,8%) | 992 (99,8%) |
| Укупно            | 1.155         | 994         |